# Championnat d'Israël de football 1970-1971
Navigation
Championnat d'Israël 1969-1970 Championnat d'Israël 1971-1972
Le Championnat d'Israël de football 1970-1971 est la 19e édition de ce championnat.

## Classement[1]
| Rang | Équipe                  | Pts | J  | G  | N  | P  | Bp | Bc | Diff |
| ---- | ----------------------- | --- | -- | -- | -- | -- | -- | -- | ---- |
| 1    | Maccabi Netanya         | 47  | 30 | 20 | 7  | 3  | 44 | 18 | +26  |
| 2    | Shimshon Tel-Aviv       | 36  | 30 | 12 | 12 | 6  | 31 | 25 | +6   |
| 3    | Hapoël Tel-Aviv         | 35  | 30 | 15 | 5  | 10 | 35 | 30 | +5   |
| 4    | Hapoël Petah-Tikvah     | 34  | 30 | 11 | 12 | 7  | 26 | 17 | +9   |
| 5    | Beitar Tel-Aviv         | 33  | 30 | 13 | 7  | 10 | 26 | 24 | +2   |
| 6    | Hapoël Haïfa            | 31  | 30 | 9  | 13 | 8  | 32 | 25 | +7   |
| 7    | Hapoël Jérusalem FC     | 30  | 30 | 10 | 10 | 10 | 39 | 32 | +7   |
| 8    | Hakoah Amidar Ramat Gan | 30  | 30 | 9  | 12 | 9  | 26 | 25 | +1   |
| 9    | Hapoël Kfar Sabah       | 29  | 30 | 8  | 13 | 9  | 30 | 24 | +6   |
| 10   | Maccabi Tel-Aviv        | 29  | 30 | 8  | 13 | 9  | 33 | 35 | -2   |
| 11   | Betar Jérusalem         | 26  | 30 | 8  | 10 | 12 | 35 | 36 | -1   |
| 12   | Maccabi Haïfa           | 26  | 30 | 6  | 14 | 10 | 20 | 26 | -6   |
| 13   | Bnei Yehoudah           | 26  | 30 | 7  | 12 | 11 | 19 | 29 | -10  |
| 14   | Hapoël Hadera           | 25  | 30 | 6  | 13 | 11 | 21 | 28 | -7   |
| 15   | Maccabi Petah-Tikvah    | 25  | 30 | 8  | 9  | 13 | 30 | 39 | -9   |
| 16   | Hapoël Holon            | 18  | 30 | 4  | 10 | 16 | 20 | 54 | -34  |

|  | Champion |
|  | Relégué  |

## Bilan de la saison
| Tableau d'Honneur                |                         |
| Compétition                      | Vainqueur               |
| Championnat d'Israël de football | Maccabi Netanya         |
| Coupe d'Israël de football       | Hakoah Amidar Ramat Gan |

| Promotions et relégations |                                   |
| Relégués en Liga Leumit   | Maccabi Petah-Tikvah Hapoël Holon |
| Promus en Ligat ha'Al     | Hapoël Beer-Sheva Maccabi Jaffa   |